# 5592 Oshima
Az 5592 Oshima (ideiglenes jelöléssel 1990 VB4) a Naprendszer kisbolygóövében található aszteroida. Szuzuki Kenzó és Urata Takesi fedezte fel 1990. november 14-én.